# Býk (znamení)

Znamení Býka

Býk je druhé astrologické znamení zvěrokruhu s původem v souhvězdí Býka. V astrologii je Býk považován za introvertní znamení. Je také považován za zemské znamení a je jedním ze čtyř pevných znamení. Býk je podle astrologie ovládán planetou Venuše.[zdroj?]
V západní astrologii je Slunce v konstelaci Býka zhruba od 20. dubna do 21. května. V sideralistické astrologii je v ní zhruba od 14. května do 7. června.[zdroj?]